# William Champ
Pour les articles homonymes, voir Champ.
William Thomas Napier Champ (15 avril 1808 – 25 août 1892) était un militaire britannique qui fut le premier Premier ministre de Tasmanie.

## Biographie
Champ est né à Maldon, dans l'Essex, et a fait ses études à l'Académie royale militaire de Sandhurst
Champ s'engagea ensuite dans l'armée et fut affecté au 63e Régiment d'Infanterie en 1826 et envoyé à Sydney en Nouvelle-Galles du Sud en octobre 1828. Quelques soldats du régiment - dont Champ - furent envoyés vers l'actuelle Tasmanie en 1829.
Comme lieutenant, il prit part à la Black War qui s'acheva par le transfert des aborigènes survivants vers Flinders Island à la fin de 1830.
En 1834, le régiment fut retiré d'Australie pour être envoyé en Inde et en Malaisie. Il regretta l'Australie, démissionna de l'armée et retourna en Tasmanie où il fut nommé commandant du centre pénitentiaire de Port Arthur en 1844.
En 1852, Champ devint secrétaire aux colonies du gouverneur Sir William Denison. Au début des années 1850, le Parlement britannique vota la loi qui créait un gouvernement tasmanien responsable indépendant de Sydney. Une assemblée tasmanienne dut être élue et les premières élections eurent lieu en 1856, Champ fut élu lors de cette élection et fut choisi comme Premier Ministre.
Champ prit sa charge le 1er novembre 1856. Mais il fut très rapidement mis en minorité et dut démissionner le 26 février 1857 pour devenir chef de l'opposition avant de quitter l'assemblée. Il quitta la Tasmanie et devint inspecteur des centres pénitentiaires du Victoria. Il se lança ensuite dans la politique et devint député du Victoria de 1871 à 1873.
Il mourut à Melbourne le 25 août 1892.